# Rosie Jones
Rosie Jones (Santa Ana, 13 november 1959) is een Amerikaanse golfprofessional. Van 1982 tot 2006 was ze actief op de LPGA Tour. Ze debuteerde in 2006 op de Legends Tour.

## Loopbaan
Als een golfamateur won Jones enkele golftoernooien waaronder het drie keer het New Mexico Junior Championship.
In 1982 werd Jones een golfprofessional en kwalificeerde meteen voor de LPGA Tour nadat ze op een zevende plaats eindigde op de LPGA Final Qualifying Tournament. In september 1987 behaalde Jones op de LPGA Tour haar eerste profzege door het Rail Charity Golf Classic te winnen. In 1988 was haar beste golfseizoen door drie toernooien te winnen. Haar laatste LPGA-zege dateert van mei 2003 nadat ze het Asahi Ryokuken International Championship won. Na haar deelname aan het US Women's Open in 2006, kondigde ze haar afscheid aan op de LPGA Tour. Ze werd af en toe golfcommentator op de Golf Channel.
In 1982 won Jones de eerste editie van het Open de España Femenino, een toernooi van de Ladies European Tour.
In 2006 debuteerde Jones op de Legends Tour waar ze in 2007 met de Wendy's Charity Challenge haar eerste Legends-titel veroverde. Later voegde ze nog vijf titels op haar erelijst en is tot op het heden recordhoudster met zes titels op de Legends Tour.

## Erelijst

### Amateur
- 1974: New Mexico Junior Championship
- 1975: New Mexico Junior Championship
- 1976: New Mexico Junior Championship
- 1979: New Mexico State Championship

### Professional
LPGA Tour
| Nr. | Datum             | Toernooi                                  | Score           | Score | Info                                 |
| --- | ----------------- | ----------------------------------------- | --------------- | ----- | ------------------------------------ |
| 1   | 7 september 1987  | Rail Charity Golf Classic                 | 69-74-67-69=279 | –8    |                                      |
| 2   | 24 april 1988     | USX Golf Classic                          | 67-69-69-70=275 | –13   | Won de play-off van Kathy Postlewait |
| 3   | 28 augustus 1988  | Nestle World Championship                 | 70-69-66-74=279 | –9    |                                      |
| 4   | 25 september 1988 | Santa Barbara Open                        | 70-70-72=212    | –4    | Afgewerkt in drie ronden             |
| 5   | 2 juni 1991       | Rochester International                   | 69-69-72-66=276 | –12   |                                      |
| 6   | 30 augustus 1995  | Pinewild Women's Championship             | 72-70-69=211    | –5    | Won de play-off van Dottie Mochrie   |
| 7   | 26 mei 1996       | LPGA Corning Classic                      | 67-69-71-69=276 | –12   |                                      |
| 8   | 25 juni 1997      | LPGA Corning Classic                      | 72-69-71-65=277 | –11   | won de play-off van Tammie Green     |
| 9   | 1 juni 1998       | Wegmans Rochester International           | 74-69-64-72=279 | –9    |                                      |
| 10  | 22 augustus 1999  | Firstar LPGA Classic                      | 72-67-68=207    | –9    | Won de play-off van Jan Stephenson   |
| 11  | 29 april 2001     | Kathy Ireland Championship                | 6-67-68-67=268  | –12   | Won de play-off van Mi-Hyun Kim      |
| 12  | 22 juli 2001      | Sybase Big Apple Classic                  | 70-66-66-70=272 | –12   |                                      |
| 13  | 11 mei 2003       | Asahi Ryokuken International Championship | 66-68-69-70=273 | –15   |                                      |

Ladies European Tour
- 1982: Open de España Femenino, United Friendly Worthing Open

Legends Tour
- 2007: Wendy's Charity Challenge, The Legends Tour Open Championship
- 2009: Kinoshita Pearl Classic
- 2010: Legends Tour Open Championship
- 2012: Walgreens Charity Classic
- 2013: Harris Golf Charity Classic
- 2014: Wendy's Charity Challenge

Overige
- 1997: Gillette Tour Challenge (met Juli Inkster)

## Teamcompetities
Professional
- Solheim Cup ( USA): 1990 (winnaars), 1996 (winnaars), 1998 (winnaars), 2000, 2002 (winnaars), 2003, 2005 (winnaars)
- Handa Cup ( USA): 2006 (winnaars), 2007 (winnaars), 2008 (winnaars), 2009 (winnaars), 2010 (winnaars), 2011 (winnaars), 2012 (gelijkspel), 2013